# Ludmila Češka
Ludmila Češka (ok. 860 – 15. september 921) je češka svetnica in mučenica, ki jo častijo pravoslavci in rimokatoličani. Rodila se je lužiškosrbskem knezu Slaviborju v Mělníku. Ludmila je bila babica svetega Venceslva, znanega tudi kot dobri kralj Venceslav. Ludmila je bila kmalu po smrti razglašena za svetnico.  Kot del kanonizacijskega postopka je Venceslav leta 925 prenesel njene posmrtne ostanke v baziliko sv. Jurija v Pragi.

## Poroka
Ludmila se je leta 873 poročila z Bořivojem I. Češkim, prvim krščanskim vojvodom Češke. Zakonca sta se spreobrnila v krščanstvo po zaslug Metoda. Njuna prizadevanja, da bi Češko pokristjanili, sprva niso bila dobro sprejeta, saj sta se soočala z močnim odporom poganov. Pogani so ju pregnali iz države, vendar sta se kasneje vrnila in nadaljevala z vladanjem, preden sta se umaknila v  Tetín blizu Berouna.
Po smrti Bořivoja I. je prestol prevzel njun sin Spytihněv. Spytihněva je nasledil njegov brat Vratislav. Vratislav je umrl leta 921, njegov sin Venceslav pa je postal novi vladar Češke. Ludmila je imela pomembno vlogo pri vzgoji svojega vnuka Venceslava in je v času njegove mladoletnosti delovala kot  njegova regentka.

## Ludmila in Drahomíra
Ludmila je imela velik vpliv na svojega vnuka Venceslava. Venceslavova mati, Drahomíra, je postala ljubosumna na Ludmilin vpliv. Poslala je dva plemiča, Tunna in Gommon (verjetno frankovskega ali varjaškega porekla), da ubijeta Ludmilo v njenem domu v Tetínu. Del Ludmiline pripovedi navaja, da je bila zadavljena s svojo tančico. Sprva je bila Ludmila pokopana pri sv. Mihaelu v Tetinu.
Ludmila je bila kanonizirana kmalu po svoji smrti. Leta 925 je njen vnuk Venceslav prenesel njene posmrtne ostanke v baziliko svetega Jurija v Pragi. Velja za zavetnico Češke, spreobrnjencev, vojvodinj, tistih, ki imajo težave s priženjenimi sorodniki in vdovami. Praznik svetnice Ludmile se obeležuje 16. septembra.
Češki skladatelj Antonín Dvořák, znan po svojih simfonijah, komornih delih in vokalni glasbi, je oratorij Sveta Ludmila začel komponirati septembra 1885 in ga dokončal maja 1886. Delo je naročil založnik Littleton za festival v Leedsu.